# 堡子坝镇
堡子坝镇，是中华人民共和国甘肃省陇南市文县下辖的一个乡镇级行政单位。
2016年，甘肃省民政厅批复同意撤销堡子坝乡，设立堡子坝镇。

## 行政区划
堡子坝镇下辖以下地区：
德胜前村、陶家坝村、寺陡坪村、中岭山村、堡子坝村、月园村、白崖山村、朱家台村、八字河村、柏树坪村、新胜村、马儿河坝村、排坊村、堡子坪村、季家堡村和福场村。